# Unité urbaine de Clermont-l'Hérault
Pour les articles homonymes, voir Unité urbaine de Clermont.
L'unité urbaine de Clermont-l'Hérault est une unité urbaine française centrée sur la commune de Clermont-l'Hérault, dans le département de l'Hérault, en région Occitanie.

## Données générales
Dans le zonage réalisé en 2010, l'unité urbaine était composée de trois communes.
Dans le nouveau zonage réalisé en 2020, elle est composée des trois mêmes communes.
En 2022, avec 11 257 habitants, elle représente la 10e unité urbaine du département de l'Hérault et occupe le 53e rang dans la région Occitanie.
En 2021, sa densité de population s'élève à 223 hab/km2. Par sa superficie, elle représente 0,81 % du territoire départemental et, par sa population, elle regroupe 0,92 % de la population du département de l'Hérault.

## Composition 2020 de l'unité urbaine
Elle est composée des trois communes suivantes :
| Nom                               | Code Insee | Département | Statut       | Superficie (km2) | Population (dernière pop. légale) | Densité (hab./km2) | Modifier                                    |
| --------------------------------- | ---------- | ----------- | ------------ | ---------------- | --------------------------------- | ------------------ | ------------------------------------------- |
| Clermont-l'Hérault (ville-centre) | 34079      | Hérault     | ville-centre | 32,49            | 9 372 (2022)                      | 288                | modifier les données · modifier les données |
| Lacoste                           | 34124      | Hérault     | banlieue     | 7,46             | 312 (2022)                        | 42                 | modifier les données · modifier les données |
| Nébian                            | 34180      | Hérault     | banlieue     | 9,79             | 1 573 (2022)                      | 161                | modifier les données · modifier les données |

## Évolution démographique
| 1968  | 1975  | 1982  | 1990  | 1999  | 2010  | 2015   | 2021   |
| ----- | ----- | ----- | ----- | ----- | ----- | ------ | ------ |
| 7 188 | 6 407 | 6 872 | 7 223 | 7 806 | 9 546 | 10 400 | 11 089 |

#### Données générales
- Unité urbaine en France
- Aire d'attraction d'une ville
- Liste des unités urbaines de France

#### Données démographiques en rapport avec l'unité urbaine de Clermont-l'Hérault
- Aire d'attraction de Montpellier
- Arrondissement de Lodève

#### Données démographiques en rapport avec l'Hérault
- Démographie de l'Hérault